# Akodon paranaensis
Akodon paranaensis е вид бозайник от семейство Хомякови (Cricetidae).

## Разпространение
Видът е разпространен в Аржентина и Бразилия.